# Wielka transmisja (film 1932)
Wielka transmisja (ang. The Big Broadcast) – amerykański film komediowy z 1932 roku w reżyserii Franka Tuttle, z udziałem Binga Crosby’ego, Stuarta Erwina i Leili Hyams.

## Fabuła
Film jest oparty na sztuce Wild Waves Williama Forda Manleya. Opowiada o ciężkiej sytuacji finansowej, która spotkała kierownika stacji radiowej, George’a (George Burns). Pewien milioner, Leslie (Stuart Erwin) postanawia mu pomóc i wpada na pomysł, jak stacja może znów przynosić zyski: zamierza przekonać znane gwiazdy (m.in. Bing Crosby, Eddie Lang, Cab Calloway) do występu w specjalnym programie radiowym.

## Obsada
- Bing Crosby jako on sam
- Stuart Erwin jako Leslie McWhinney
- Leila Hyams jako Anita Rogers
- Eddie Lang jako on sam
- Cab Calloway jako on sam
- Sharon Lynn jako Mona
- George Burns jako George
- Gracie Allen jako ona sama
- George Barbier jako Clapsaddle
- Ralph Robertson jako spiker
- Anna Chandler jako pani Cohen
- Thomas Carrigan jako oficer
- The Mills Brothers jako oni sami
- Irving Bacon jako więzień
- Boswell Sisters jako one same
- Leonid Kinskey jako Ivan
- Vincent Lopez i jego orkiestra jako oni sami
- Dewey Robinson jako Basso
- Kate Smith jako ona sama
- Arthur Tracy jako on sam